# 677
Het jaar 677 is het 77e jaar in de 7e eeuw volgens de christelijke jaartelling.

## Gebeurtenissen

### Europa
- Een tweejarige grensoorlog tussen Neustrië en Austrasië wordt door een vredesverdrag beëindigd.

## Religie
- Theodorus I (677-679) volgt Constantijn I op als patriarch van Constantinopel.

## Geboren
- Theudesinda, Fries prinses (waarschijnlijke datum)

## Overleden
- 14 juli - Vincentius Madelgarius (70), Frankisch graaf en monnik